# بخش گنجام
بخش گنجام (اوریه: ଗଞ୍ଜାମ)، قبلاً به عنوان کنگود شناخته می شد (اوریه: କଙ୍ଗୋଦ)، یک بخش در هند است که در اودیشا واقع شده‌است. بخش گنجام ۸٬۰۷۰٫۶ کیلومتر مربع مساحت و ۳٬۵۲۰٬۱۵۱ نفر جمعیت دارد.